# Carnismo
El carnismo es un concepto sobre la relación de los humanos con respecto al resto de animales. Está definido como una ideología dominante cuyos defensores se caracterizarían por consumir productos de origen animal ─especialmente carne─ y por acoger la presunción de la necesidad de su consumo. Se presenta al carnismo como un sistema prevaleciente de creencias sustentado por una variedad de mecanismos de defensa y principalmente por cuestiones supuestamente indiscutibles. Fue acuñado como término en 2001 por la escritora y psicóloga social Melanie Joy, quien lo definió como un «sistema de creencias o condicionamientos que empujan a comer carne», popularizado en su libro «Por qué amamos a los perros, nos comemos a los cerdos y nos vestimos con las vacas», editado en 2013.
Teóricamente, para la ideología carnista es central la aceptación del consumo de carne como «normal, natural y necesario» y «bueno». Una característica importante del carnismo es que clasifica solamente a ciertas especies como «comida» y que las mismas prácticas a otras las rechaza por crueles e inaceptables. Esta clasificación de especies varía según cada cultura: por ejemplo algunas personas en Corea comen perros, mientras que son considerados mascotas en Occidente, donde se comen vacas, mientras que en gran parte de la India están protegidas legalmente.

## Historia
Al analizar la historia del vegetarianismo y la oposición al mismo desde la Antigua Grecia hasta el presente, el experto en literatura Renan Larue encontró algunos puntos recurrentes en los que describe como argumentos carnistas. Según él, los carnistas típicamente creen que el vegetarianismo es una idea absurda y desdeñable, que la autoridad divina le otorgó a los humanos el dominio sobre los animales y que abstenerse de la violencia hacia ellos supondría una amenaza para la humanidad. Observó que las posturas de que los animales de granja no sufren y que la matanza es preferible a la muerte por enfermedad o por un depredador ganaron adeptos durante el siglo XIX, pero que la primera tenía un precedente en los escritos de Porfirio, un vegetariano que defendió la producción humana de productos animales que no requieran la muerte del animal, como la lana.
En los años 1970, fueron cuestionadas las opiniones tradicionales sobre la posición moral frente a los animales por los defensores de sus derechos. Entre ellos estaba el psicólogo Richard Ryder, quien en 1971 presentó la noción de especismo, que en sus palabras es la atribución de valor y derechos a los individuos basándose exclusivamente en la especie a la que pertenecen. En 2001, Melanie Joy ─psicóloga defensora de los derechos de los animales─ acuñó el término «carnismo», al que describió como una forma de especismo que sostiene el uso de animales como alimentos y en especial matarlos por la carne. Joy compara el carnismo con el patriarcado, aduciendo que ambas son ideologías dominantes y normativas que pasan desapercibidas por su ubicuidad:

No vemos el comer carne como vemos al vegetarianismo, como una elección basada en una serie de principios sobre los animales, nuestro mundo y nosotros mismos. Más bien lo vemos como algo dado, lo «natural» que se debe hacer, como siempre han sido y serán las cosas. Comemos animales sin pensar qué estamos haciendo ni por qué, porque el sistema de creencias que subyace a este comportamiento es invisible. A este sistema de creencias invisible es a lo que le llamo carnismo.

Sandra Mahlke dice que el carnismo es el «punto crucial del especismo», porque el comer carne motiva la justificación ideológica hacia otras formas de explotación animal.

## Características

### Comestible o no comestible
Un aspecto central del carnismo es que categoriza a los animales en comestibles, no comestibles, mascotas, plagas, depredadores o para entretenimiento ─según el esquema psicológico de la persona─, clasificaciones mentales que determinan ─y están determinadas por─ nuestras creencias y deseos. Hay una variabilidad cultural en cuanto a qué animales cuentan como comida. En China y en Corea del Sur se comen perros, pero en ningún otro lado del mundo son vistos como comida o porque son amados o, como en el medio oeste y en partes de la India, son considerados sucios. En occidente se comen las vacas, pero en India son muy reverenciadas. Los cerdos son rechazados por los musulmanes y los judíos pero son ampliamente considerados comestibles por otros grupos. Joy y otros psicólogos arguyen que estas taxonomías determinan cómo son tratados los animales, influencian subjetivamente las percepciones sobre su sintiencia e inteligencia, y aumentan o reducen la empatía y la preocupación moral para con ellos.

### La paradoja de la carne
Jeff Mannes escribe que el carnismo radica en una paradoja entre los valores y las acciones de las personas: se oponen a matar animales, pero se los comen. Argumenta que este conflicto conduce a la disonancia cognitiva, que las personas intentan atenuar mediante adormecimiento psíquico. El aparente conflicto entre querer a los animales y adoptar dietas que requieren que sean lastimados ha sido llamado «paradoja de la carne».
Hay evidencia empírica que sostiene la idea de que la paradoja de la carne induce a la disonancia cognitiva en las personas occidentales. Los occidentales están más dispuestos a comer animales, consideran que tienen menores capacidades mentales y controversialmente les atribuyen menos facultades mentales y menor posición moral. Además, la relación es causativa: la categorización de los animales como comida o no comida afecta la percepción de sus características mentales, y el acto de comer su carne en sí mismo causa a las personas que les atribuyan capacidades mentales disminuidas. Por ejemplo, en un estudio la gente categorizaba a animales exóticos no familiares como menos inteligentes si se les decía que la gente nativa los cazaba y en otro consideraron a las vacas menos inteligentes luego de comer charqui.
Otra estrategia es evitar la consideración de la procedencia de los productos animales. Joy pone que es por eso que rara vez se sirve un animal con cabeza u otras partes enteras del cuerpo.

### Justificación
Joy introdujo la idea de las «tres enes de la justificación». Escribió que quienes consumen carne consideran su consumo como «normal, natural y necesario». Ella argumenta que las «tres enes» se han invocado para justificar otras ideologías, como la esclavitud y la denegación al sufragio femenino, y que son ampliamente reconocidas como problemáticas solamente luego de que la ideología que representan fue desmantelada.
El argumento sostiene que la gente está condicionada a creer que los humanos evolucionaron por comer carne, que se espera eso de ellos y que la necesitan para sobrevivir o ser fuertes. Se dice que estas creencias son reforzadas por varias instituciones, incluyendo las religiones, las familias y las mediáticas. Aunque la ciencia ha demostrado que los humanos obtienen más que suficientes proteínas en sus dietas sin comer carne, persiste la creencia de que se requiere de ella. También un estudio de 2022 publicado en la revista científica estadounidense PNAS pone en duda el impacto del consumo de carne en la evolución de la especie humana.
Sobre los trabajos de Joy, varios psicólogos realizaron una serie de estudios en los Estados Unidos y en Australia, publicados en 2015, que encontraron que la gran mayoría de las justificaciones de las personas sobre el consumo de carne se basaban en las «cuatro enes»: «natural, normal, necesaria y nice ─“buena” o “linda” en inglés─»: creen que los humanos somos omnívoros ─por eso lo de «natural»─, que la mayoría de la gente la consume ─lo que hace que se considere «normal» su consumo─, que las dietas vegetarianas carecen de nutrientes esenciales ─por eso «necesario»─ y que la carne sabe bien, por eso «nice».
Quienes esgrimieron esos argumentos reportaron más fuertemente sentir menos culpa sobre sus hábitos dietarios, una tendencia a cosificar a los animales, menos preocupaciones morales por ellos y una atribución menor de conciencia. También tienden a apoyar más ideologías relacionadas con la desigualdad social y las jerarquías, y están menos orgullosos de sus elecciones como consumidores.
La profesora Helena Pedersen, en su revisión del libro original de Joy, sugirió que la teoría de esta última era muy amplia y que no tomaba en cuenta la variación en las creencias y actitudes de las personas; por ejemplo, Pedersen dice que el argumento de Joy de que las personas disocian los productos de origen animal de sus orígenes animales no aplican a ciertos cazadores, quienes hacen una conexión explícita entre los dos como justificación del consumo, o para exvegetarianos quienes han cambiado su actitud frente al consumo de productos animales. Pedersen también dice que Joy parece presentar el consumo de estos productos como surgiendo de la ignorancia sobre cómo son producidos, sin embargo no está de acuerdo en que la gente simplemente cambiaría sus hábitos de consumo si tan solo estuviera bien informada.

### Narrativas «salvadas del carneo»

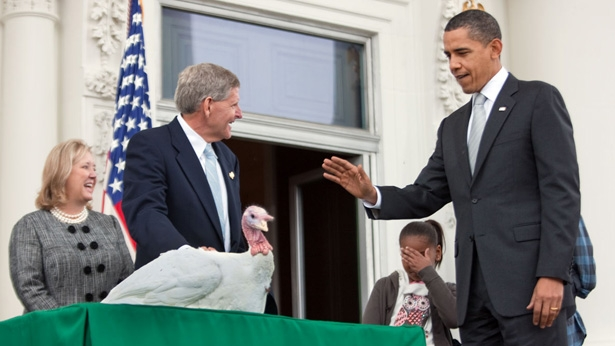
La presentación nacional del pavo de acción de gracias, en la cual el presidente estadounidense perdona a un pavo de ser carneado, ha sido citada como ilustración del carnismo.

Una ilustración de la reducción de la disonancia es la importancia que se le da a las historias de animales «salvados de la muerte», en las que los medios se centran en un animal que evitó ser matado a la vez que ignoran a los millones que sí lo fueron. Joy escribió que esta dicotomía es característica del carnismo.
Los animales centro de estas narrativas incluyen a: Wilbur en Charlotte's Web (1952), la estrella epónima y ficticia de Babe, el chanchito valiente (1995), Christopher Hogwood en The Good, Good Pig de Sy Montgomery (2006),  los Tamworth Two y The Cincinnati Freedom. La Presentación Nacional Americana del Pavo del Día de Acción de Gracias se cita como otro ejemplo. Un estudio de 2012 descubrió que la mayoría de los medios de comunicación que informan sobre esto celebran la industria avícola al tiempo que marginan el vínculo entre los animales vivos y la carne.

## Recepción no académica
Los artículos de opinión en The Huffington Post, The Statesman y The Drum elogiaron el concepto, diciendo que el término facilitó la discusión y el desafío a las prácticas de explotación animal. Un artículo en la publicación de la industria de la carne de res Drovers Cattle Network criticó el uso del término, diciendo que implicaba que comer alimentos de origen animal fuese una «enfermedad psicológica».